# Zosia pleciona
Zosia pleciona – książka polskiego malarza i prozaika Zdzisława Domolewskiego wydana w 2003 roku.

## Fabuła
Główną bohaterką książki jest Zofia Pietrzak. Jest typową nastolatką. Jednak na jej barkach spoczywa opieka nad sparaliżowaną matką. Jej ojciec jest alkoholikiem. Zosia ma również przybranego brata – Romka. Książka opowiada o jej codziennym życiu. Opisuje jej fantazje na pograniczu jawy i snu. Pewnego dnia wybiera się z matką na cmentarz. Odwiedza tam grób pewnego chłopca, który umarł kilka miesięcy wcześniej. Spotyka go, a on prowadzi ją do świata, w którym to ona nie żyje, a wszyscy ludzie, którzy powinni spoczywać na cmentarzu prowadzą tam spokojne życie. W tamtym świecie ludzie dostają to, o czym marzą. Gdy Zosia wraca do prawdziwego świata, jej znajomy spełnia wszelkie jej życzenia.

## Bohaterowie
Zofia Pietrzak – urodzona w 1991, główna bohaterka książki. Jej matką jest Krystyna Pietrzak. Ma przybranego brata Romka i tatę alkoholika. Posiada również kotkę Wydmuszkę. Dziewczyna, która musiała bardzo szybko dorosnąć. Codziennie musi karmić, myć, ubierać i opiekować się sparaliżowaną matką. Ma talent do rysowania oraz bujną wyobraźnię. W przyszłości chciałaby otworzyć sklep. Ma dwa życzenia, codziennie wymyśla kilka słów, licząc, że pewnego dnia trafi na takie, które je spełni. Jednym z tych życzeń jest to, żeby jej matka wyzdrowiała, a drugim, żeby zniknął alkohol.
Marek Piecek – urodzony 2 kwietnia 1989, zmarły 23 kwietnia 2003, przyjaciel Zosi. Jest starszy o dwa lata. Nazywany też Wulkanem. Wcześniej mieszkał w domu poprawczym, gdyż zamordował swojego ojca, który znęcał się nad nim i jego matką. Przeprowadził się do wujka. Był otyły. Często pomagał innym ludziom. Twierdził, że nie nadaje się do niczego. Często powtarzał „któś-cóś”. Zmarł wskutek utonięcia.